# Craig Newmark

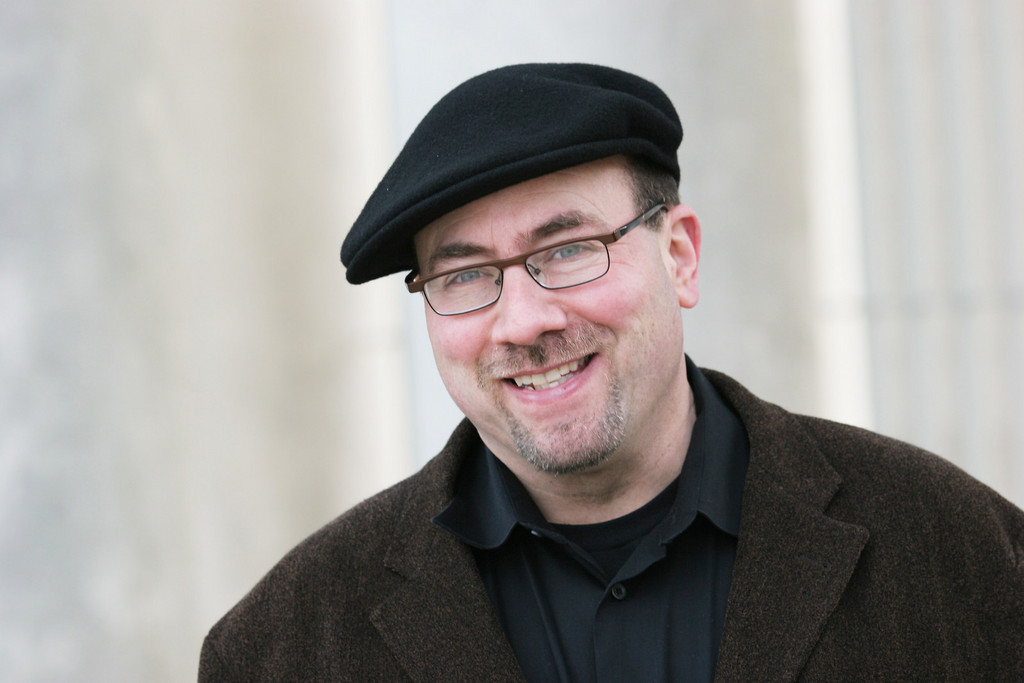
Craig Newmark 2005

Craig Alexander Newmark (* 6. Dezember 1952 in Morristown, New Jersey) ist ein Internet-Unternehmer und Gründer der Internetplattform Craigslist mit Sitz in San Francisco.
Er studierte an der Case Western Reserve University und schloss mit dem Bachelor of Science in Computer Science ab. Newmark ist ein ausgesprochener Verfechter des freien Internets.
Er beschäftigt sich bei Craigslist in erster Linie mit Spammern und Scammern. In den 2010er-Jahren war er einige Jahre Vorstandsmitglied der Stiftung des Poynter Institutes in Florida.